# مسجد لالة الشهباء
مسجد لالة الشهباء، أو «مسجد لالا الشهبا» هو مسجد تاريخي بالمدينة العتيقة لسلا في المغرب. يعتبر ثاني أقدم مسجد في المدينة بعد المسجد الأعظم، حيث بني سنة 465 ه/ 1075 م في عهد السلطان المرابطي يوسف بن تاشفين. هناك من يعتبر أنه أقدم مسجد بالمدينة، أي أنه أقدم من المسجد الأعظم.
تدهورت أوضاع المسجد في القرون التابعة لبنائه، حتى اختفى نهائيا وغمرته الرمال، إلى أن تمّ كشف معالمه وترميمه في ستينيات القرن العشرين ليصبح صالحا للصلاة من جديد.

## أصل التسمية
هناك روايتان مختلفتان حول تسمية المسجد، أولها أنه كانت هنالك امرأة شهباء (شقراء) أو تسمى الشهباء كانت به تعلم النساء الضروري من أمور الدين، أما الرواية الثانية فهي أن وجه تسميته بجامع الشهباء هو أن عمده أي سواريه الحاملة لأقواسه وحناياه كانت شهباء اللون من حجر صلد شبيه بالرخام الأصفر نًقل من موقع شالة، ولازال يعضه موجودا لحد الآن بالمسجد.